# دورة كرومر

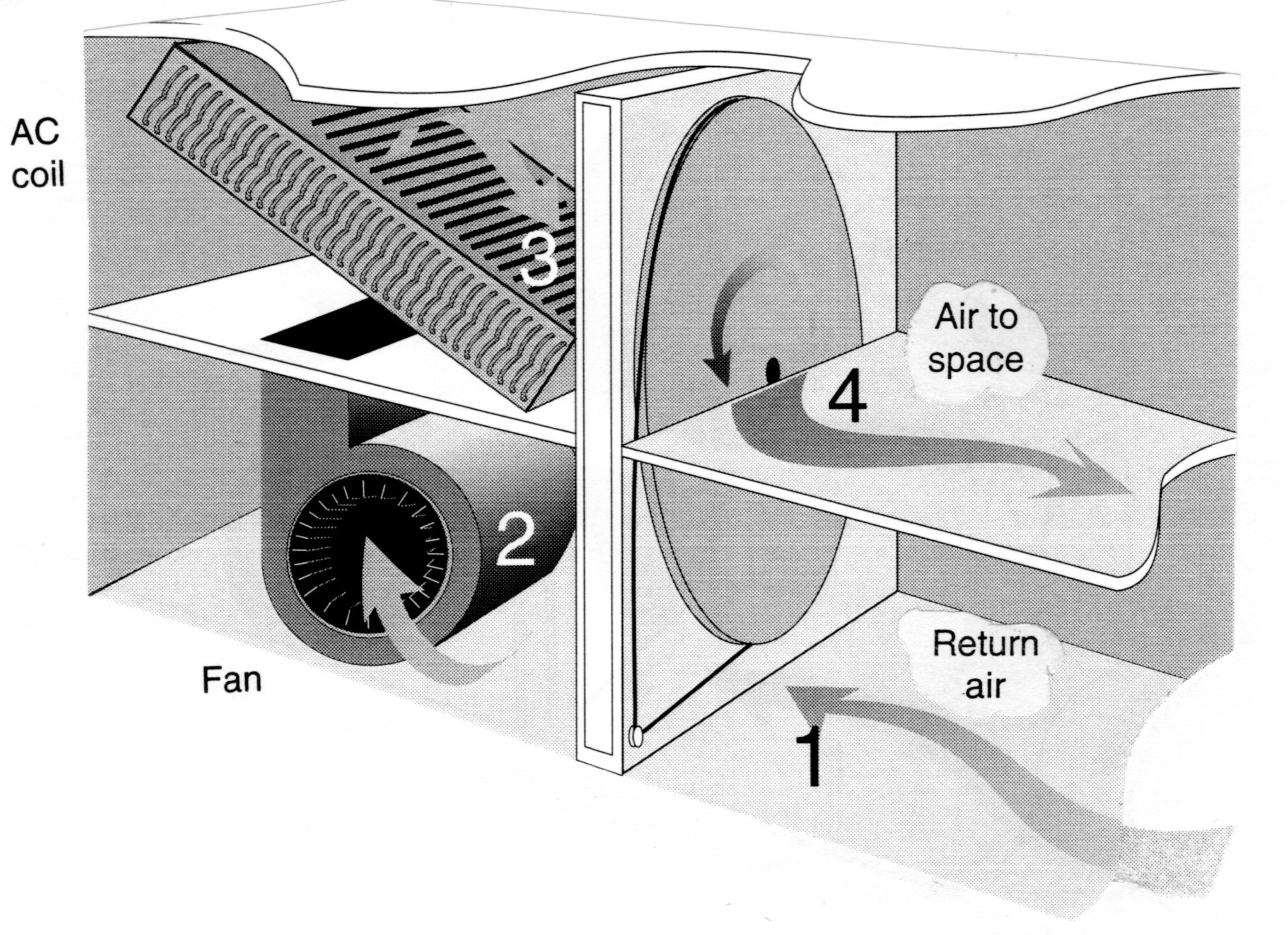
دورة كرومر

دورة كرومر دورة ترموديناميكية تستخدم مادة مجففة للتفاعل مع هواء أعلى رطوبةً نسبية يغادر سطحًا باردًا. عندما يمر النظام بسلسلة حالات مختلفة ثم يعود إلى حالته الابتدائية يقال إن دورةً ترموديناميكية حدثت. تمتص المادة المجففة الرطوبة من الهواء الذي يغادر السطح البارد، مطلقةً الحرارة ومجففةً الهواء، الذي يمكن استخدامه في عملية تتطلب هواءً جافًّا. تجفَّف المادة المجففة بعدها بتيار من الهواء ذي الرطوبة النسبية المنخفضة، حيث تفقد المادة المجففة رطوبتها عن طريق التبخر، ما يزيد الرطوبة النسبية للهواء ويبرده. يمكن لهذا الهواء الأبرد والأكثر رطوبة بعدها أن يمرر على نفس السطح البارد كما سبق ليبرد إلى ما دون نقطة الندى ويجفَّف أكثر، أو يمكن أن يطرد من النظام.
تخضع المادة المجففة لعملية عكوسة حيث في الجزء الأول من الدورة تمتص أو تكثف الرطوبة من الهواء، ما يترك سطحًا باردًا يطلق الحرارة، ثم في الجزء الثاني من الدورة تبخر الرطوبة، إذ تمتص الحرارة وتعود المادة المجففة إلى حالتها الأصلية لإكمال الدورة من جديد. نتيجة دورة كرومر هي أن الهواء المعالج الذي يغادر الدورة يزيد تجفيفه (نسبة حرارة كامنة أعلى) ثم يغادر السطح البارد دون البقاء في الدورة. نال مفهوم دورة كرومر براءات اختراع في الأصل في منتصف ثمانينيات القرن العشرين. انتهت صلاحيات براءات الاختراع هذه لذا فالدورة متاحة لاستخدام الجميع بشكل مجاني. أُعلن عن الدورة أول مرة في عام 1997 في مجلة بوبيلار ميكانكس في قسم الأخبار التقنية.

## عمليات الرطوبة
تستخدم دورة كرومر بشكل أساسي في تكييف الهواء وتطبيقات التجفيف. يكون جزء السطح البارد من الدورة غالبًا نتيجة دورة كارنو عكسية أو دورة تبريد. لتعمل دورة كرومر يجب على المادة المجففة أن تتعرض لتياري هواء، أحدهما برطوبة أعلى من سطح بارد، والآخر برطوبة أقل لتجفيفه. أسهل طريقة لتحقيق هذا هي تحريك المادة المجففة. يمكن استخدام أي آلية تدوير، كضخ مادة مجففة سائلة، ولكن العجلة الدوارة تطبيق ميكانيكي سهل يمكن استخدامه، وذلك بتحميل العجلة بمادة مجففة يمر عبرها التيارات الهوائيان المختلفان. 

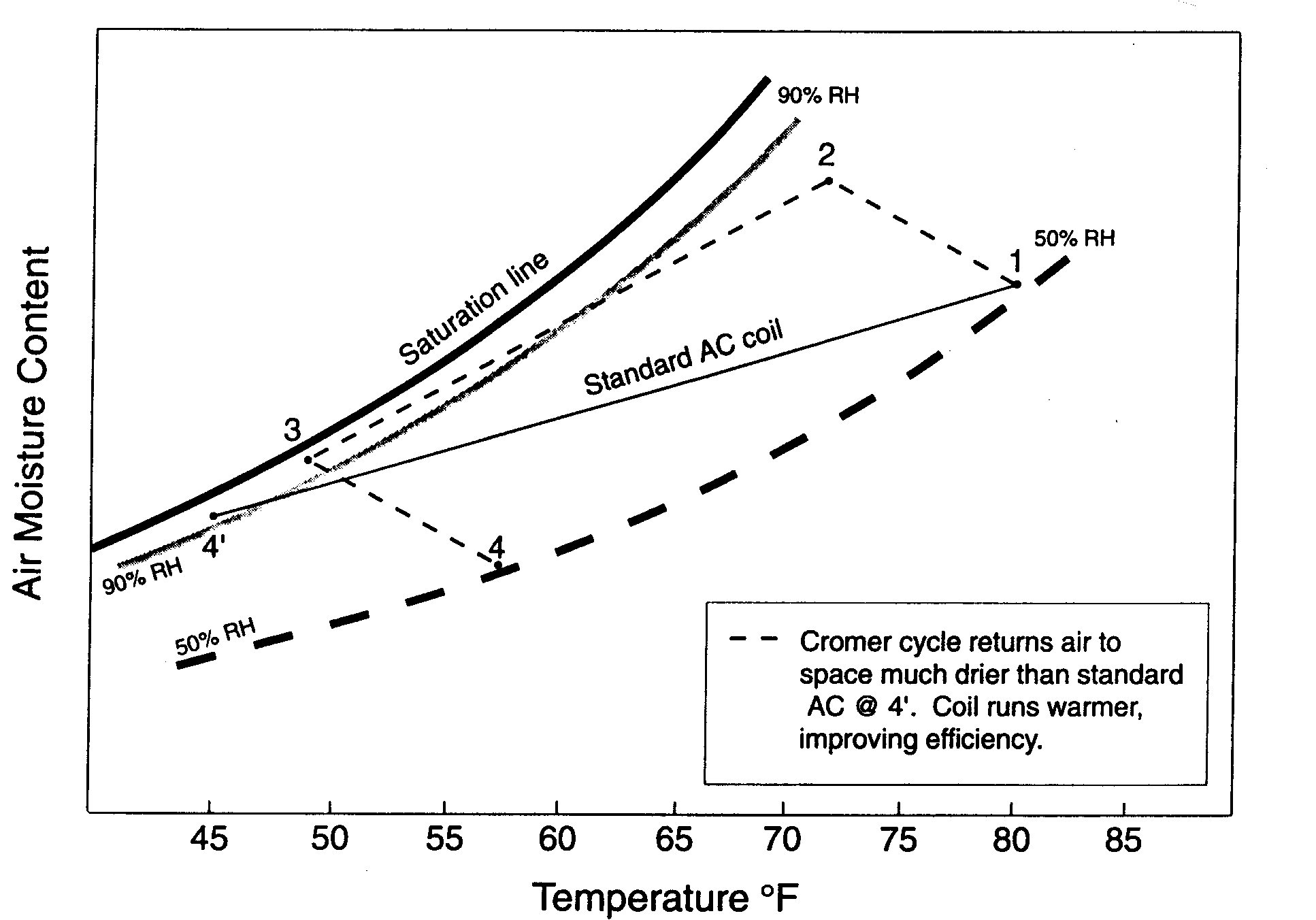
العمليات السايكرومترية

تظهر في المخطط السايكرومتري في الشكل عملية الرطوبة (العملية السايكرومترية) المتمثلة بمرور الهواء عبر النظام ذي نقاط الحالة الأربعة 1,2,3,4. في هذا التطبيق، يقدم الهواء الراجع من المساحة -عادةً برطوبة نسبية تقارب 50%- إلى عجلة التجفيف ويجفف المادة المجففة. يلتقط الهواء الرطوبة ويبرد في العملية 1-2. يقدم الهواء الرطب عندها إلى سطح التبريد (وشيعة التبريد في مكيف الهواء)، والذي يبرد الهواء إلى ما دون نقطة الندى الخاصة به ويجفف الهواء في العملية 2-3. يمثل هذا العمل (الشغل) الذي تؤديه الوشيعة الباردة. في تلك الأثناء، تدار المادة المجففة التي أصبحت جافة في الأسفل إلى تيار الهواء العلوي. يقدم الهواء المشبع الذي يغادر الوشيعة -عادةً برطوبة نسبية 93% حتى 98%- إلى المادة المجففة عند النقطة 3، حيث يجفف الهواء أكثر في العملية 3-4، ويقدم إلى المساحة كهواء تغذية. تدور المادة المجففة، التي أصبحت محملة بالرطوبة، إلى الهواء الراجع، حيث تعود الدورة من البداية.
يظهر التبريد والتجفيف المعتاد بالوشيعة الباردة دون دورة كرومر في المخطط السايكرومتري. نقطة الحالة 1 هي الهواء العائد من المساحة إلى النظام (الهواء الراجع). لنظام تكييف تقليدي، هذا الهواء في نقطة الحالة 1 يدخل وشيعة التبريد ويغادرها بالقرب من نقطة الحالة 4’ بعد أن يبرد ويجف. تمثل نقطة الحالة 4’ درجة الحرارة ومحتوى الرطوبة للهواء الذي يغادر الوحدة التقليدية، نحو 45-50 درجة فهرنهايت (7-10 درجة مئوية) وبرطوبة نسبية 95-98%.

## التغييرات الطارئة على نظام تكييف الهواء التقليدي في دورة كرومر
يمثل المخطط السايكرومتري تغييرات الدورة عن دورة تكييف الهواء التقليدية. أولًا، نقطة الحالة النهائية 4 للهواء من العجلة تمثل زيادة في نسبة الحرارة الكامنة (إزالة رطوبة) إلى نحو 45%، في مقابل 25% للوشيعة التقليدية. ثانيًا، جودة الهواء الذي تسلمه الدورة أكثر جفافًا بكثير، برطوبة نسبية نحو 55% (نقطة الحالة 4)، بدل 98% في الوشيعة التقليدية (نقطة الحالة 4’). ثالثًا، يتحقق هذا بدرجة حرارة وسطية أعلى للمبخر. قارن نقطة الوسط لدرجة حرارة المبخر -الخط 1 إلى 4’- بنقطة الوسط لدرجة حرارة مبخر دورة كرومر الممثلة بالخط 2 إلى 3. تمثل هذه الخطوط العمل (الشغل) الذي تؤديه الوشيعة على تيار الهواء (تغير محتواها الحراري أو إنتالبيتها). هذا مهم لأنه عند ثبات درجة حرارة المكثف وتغير مكافئ في الإنتالبية، كلما ارتفعت درجة حرارة وشيعة المبخر كانت دورة كارنو التبريدية أكفأ وارتفع المردود الطاقي الذي يمكن لنظام ما تحقيقه.
تتضمن استراتيجيات إزالة الرطوبة الشائعة كلًّا من: إعادة التسخين (الكهربائي أو بالإمرار الجانبي للغاز الساخن)، حيث تضاف الحرارة المحسوسة إلى الهواء الذي يغادر المعدات؛ التسخين الإرجاعي أو الإرجاع الحراري (وشائع الجريان الحلقي أو الأنابيب الحرارية)، حيث تنتقل الحرارة المحسوسة من الهواء الراجع إلى هواء التغذية؛ دورة كرومر، حيث الحرارة الكامنة لاشتراب الرطوبة والتبخر تنتقل من الهواء الراجع إلى هواء التغذية. قارنت مقالة في آشري جورنال بين هذه الاستراتيجيات ووجدت أن «دورة كرومر تنتج أداء إزالة ترطيب معزز مشابه للذي نحصل عليه من التسخين الإرجاعي».

## مواد التجفيف المستخدمة
لتشغيل هذه الدورة، يجب أن تمتص المادة المجففة الرطوبة من الهواء الآتي من الوشيعة الأبرد ذي الرطوبة النسبية التي تقارب 98% وتلفظ الرطوبة إلى الهواء الأدفأ ذي نسبة الرطوبة النسبية الأقل. يعاد توليد المادة المجففة عن طريق فرق ضغط البخار المتأصل في فروق الرطوبة النسبية بدل الحرارة أو فرق درجات الحرارة. تشيع مواد التجفيف ذات خط ثبات درجة حرارة (إيزوتيرم) اشتراب الرطوبة من النوع الثالث، كالعديد من أشكال هلام السيليكا. لا تمتص المواد المجففة من النوع الثالث الكثير من الرطوبة دون الرطوبة النسبية 70% ولكن العديد من هذه المجففات تستطيع حمل ما يفوق وزنها من الماء عندما تزيد الرطوبة النسبية عن 90%. يكون منحني إيزوتيرم الامتصاص شديد التقعر بين الرطوبة النسبية 90 و100%. تمتلك المواد المجففة من النوع الثالث أفقًا كبيرًا للاستخدام في تدوير الرطوبة من الهواء على الوشيعة (عند رطوبة نسبية تقارب 98%) إلى تيار الهواء الراجع (عند رطوبة نسبية تقدر بنحو 50% عادةً).

## الاختبارات الميدانية
في عام 2011، كتب خليفة والعمران ومحمد عن دراسة مراقبة لوحدة تكييف هواء بقدرة 2 طن بالتبديل بين عجلة هلام السيليكا وعجلة مصنوعة من الكربون المنشط لتحديد ما إذا كانت ستخفض الرطوبة النسبية في غرفة صغيرة في بغداد بالمقارنة مع وحدة لم تضف إليها دورة كرومر. وجدوا أن «دورة كرومر يمكنها أن تخفض الرطوبة النسبية الداخلية من 80% إلى نحو 60% باستخدام عجلة كربون نشط بسماكة 5 سم».

## إدخال تبادل الهواء الجديد
للحفاظ على جودة الهواء الداخلي، قد يكون من المحبذ طرد الهواء الراجع من المساحة المكيفة والاستعاضة عنه بهواء خارجي جديد، يدعى أحيانًا «هواء التعويض». الموقع المثالي لطرد الهواء الراجع من نظام دورة كرومر هو بعد مادة التجفيف مباشرةً. في هذه النقطة يكون الهواء الراجع محملًا بالرطوبة من مادة التجفيف، وطرده يزيل الرطوبة الإضافية من المساحة. كذلك فإن هذا الهواء المطرود يبرد إلى ما دون حالة الهواء الراجع بتبخير المادة المجففة للرطوبة إليه. الموقع 2 (ولكن قبل المروحة) هو أيضًا المكان المثالي لإدخال الهواء الخارجي إلى النظام، إذ يمكن بعدها للوشيعة أن تخفض درجة حرارته ورطوبته قبل دخوله إلى المساحة. أيضًا، إذا جرى التبادل الحراري بين الهواء المطرود والهواء الخارجي يمكن للهواء الداخل أن يبرد ويصل إلى حالة الإشباع أو يقترب منها قبل دخوله وشيعة التبريد للعملية 2-3، ما يعزز إزالة رطوبته.

## مزيل الرطوبة
عندما تكون العملية المطلوبة هي التجفيف أو إزالة الرطوبة أكثر من غيرها، يمكن تحسين دورة كرومر باستخدام الحرارة المجانية المتوفرة من جانب التكاثف من دورة كارنو التبريدية العكسية. هذه الحرارة التي تدعى أحيانًا «الإمرار الجانبي للغاز» يمكن إضافتها قبل عجلة التجفيف لتعزيز تجفيف العجلة عند الموضع 1 في الشكل (ولكن بعد المصفاة)، فيما يدعى التسخين المسبق. يمكن لحرارة الإمرار الجانبي للغاز الساخن أن تضاف أيضًا إلى العملية في الموضع 4، التي تسمى إعادة التسخين، والتي نحصل من خلالها على هواء تغذية أدفأ ولكن برطوبة نسبية أقل. يمكن استخدام أي من موضعي الإمرار الجانبي للغاز الساخن أو كليهما. عند تعزيز نظام تكييف الهواء العامل بدورة كرومر بالإمرار الجانبي للغاز الساخن يشار إليه عادةً بتكييف هواء دورة كرومر «فعال». عند استخدام الدورة كجهاز معد للتجفيف أو إزالة الترطيب يدعى الجهاز عادةً مجفف دورة كرومر أو مزيل رطوبة دورة كرومر.
كرمت مجلة آر آند دي دورة كرومر في عام 2006 بجائزة آر آند دي 100 في فئة الميكانيك/ المواد، التي تقدر فيها أهم 100 ابتكار تكنولوجي في العام.